# New Orleans Saints
New Orleans Saints – zawodowy zespół futbolu amerykańskiego z siedzibą w miejscowości w Nowym Orleanie, w stanie Luizjana. Drużyna jest obecnie członkiem Dywizji Południowej NFC w lidze NFL. Zespół przystąpił do rozgrywek w lidze NFL w 1967 roku. W drużynie w latach siedemdziesiątych występował Polak, Ryszard Szaro.

## Największe osiągnięcia
- 1991 – zwycięstwo Dywizji Zachodniej NFC
- 2000 – zwycięstwo Dywizji Zachodniej NFC
- 2006 – zwycięstwo Dywizji Południowej NFC
- 2010 – zwycięstwo w Super Bowl